# 滕斌
滕斌，大连理工大学海岸和近海工程国家重点实验室教授，研究方向为波浪与海岸和近海工程结构物相互作用。曾参与“973”等多个中国国家重点项目，教育部第四批“长江学者”特聘教授，曾取得国家科技进步二、三等奖等奖项。

## 学术兼职
国际近海和极地工程师协会（ISOPE）技术委员会委员、国际水动力学会议(ichd)科学委员会委员、亚太地区近海工程会议(PACOMS)常务委员。